# 阿拉伯国家联盟
阿拉伯国家联盟（阿拉伯语：جامعة الدول العربية），简称阿盟，成立於1945年，是阿拉伯国家组成的地区性国际政治组织，成員國皆位於亞洲或非洲，宗旨是加强成员国间的协作，共同维护各国的主权和领土完整，广泛开展经济文化各个领域的合作。现有成员国22个。总部原设开罗，由于埃及与以色列签订和约，1979年3月31日，阿拉伯国家外交和经济部长会议决定，将阿盟总部迁往突尼西亞。1990年10月31日，阿盟总部迁回开罗，现任秘书长是来自埃及的艾哈邁德·阿布·蓋特。

## 会员国

成員國加入年份

以下是阿拉伯国家联盟的成員國與他們加入的日期：

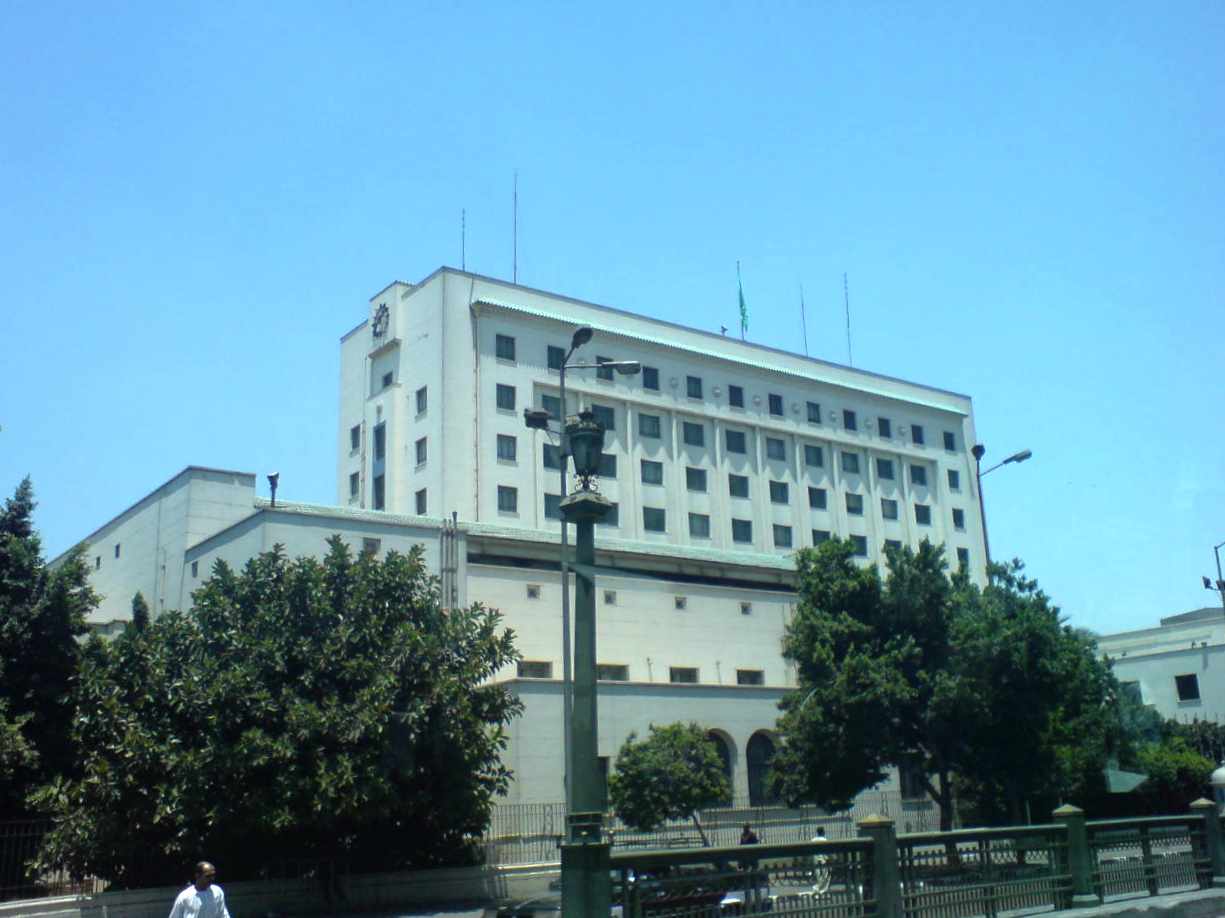
位于开罗塔利尔广场附近的阿盟总部大楼，2008年7月

- 埃及－1945年3月22日（創始國）
- 伊拉克－1945年3月22日（創始國）
- 约旦－1945年3月22日（創始國）
- 黎巴嫩－1945年3月22日（創始國）
- 沙烏地阿拉伯－1945年3月22日（創始國）
- 葉門－1945年5月5日  （創始國）
- 叙利亚－1945年3月22日（創始國）
- 苏丹－1956年1月19日
- 摩洛哥－1958年10月1日
- 突尼西亞－1958年10月1日
- 科威特－1961年7月20日
- 阿尔及利亚－1962年8月16日
- 阿联酋－1972年6月12日
- 巴林－1971年9月11日
- －1971年9月11日
- 阿曼－1971年9月29日
- 毛里塔尼亚－1973年9月26日
- 利比亞－1953年3月28日
- 巴勒斯坦解放组织－1976年9月9日
- －1977年4月9日
- －1993年11月20日

截至2016年，共有22个成员国以及7個观察员国（观察员国可以参加阿拉伯國家联盟会议，但不享有投票权）：
- 亞美尼亞 [3]
- 巴西
- 希腊[4]
- 印度[5]
- 委內瑞拉[6]

### 成员国变迁
- 1945－创始成员： 埃及王國、 约旦、 伊拉克王國、 黎巴嫩、 沙烏地阿拉伯、 叙利亚、 也门王国
- 1958 －第三届阿盟会议扩大： 摩洛哥、 突尼西亞
- 1971 －第七次阿盟会议扩大： 阿联酋、 阿曼、 巴林、
- 1993－第十二届阿盟会议（最新）扩大：
- 2011－ 南蘇丹独立
- 2011－ 南蘇丹独立后成员国及观察员国

在20世纪下半叶，阿拉伯联盟逐步成员增加。
一些會員國资格曾被暂停：
- 1979年3月26日，由於承认以色列，埃及的會員國资格被暫停，至1989年5月23日恢复。
- 2011年2月22日，由於第一次利比亞內戰，利比亚的會員國资格被暫停[7]，至2011年8月25日恢复。
- 自2011年11月16日开始，叙利亚會員國资格被暫停[8]。2013年3月6日，在开罗举行的阿盟外长会议上，決定讓叙利亚反对派和革命力量全国联盟接替叙利亚巴沙爾政府的席位[9]。不過2014年3月9日，阿盟秘书长表示，叙利亚的席位将繼續空缺，直到反对派組建起政府為止[10]。2023年5月7日，叙利亚的會員國资格恢复[11]。

## 地理
阿拉伯國家聯盟的22个成員國領土面積共1400萬平方公里，其中10个位于非洲，12个位于亚洲。阿盟成员国橫越西亞、北非和東北非，包括新月沃土、尼羅河流域、阿特拉斯山脈的肥沃土地和撒哈拉沙漠，這地區曾出現古埃及、亞述、巴比倫、腓尼基、迦太基、庫施、納巴泰等古代文明。

## 历任秘书长
|   | 人物                              | 生卒年份   | 就任年份 | 离任年份 | 国籍     | 照片 |
| - | --------------------------------- | ---------- | -------- | -------- | -------- | ---- |
| 1 | 阿卜杜勒·拉赫曼·哈桑·阿扎姆       | 1893－1976 | 1945     | 1952     | 埃及     |      |
| 2 | 阿卜杜勒·哈立克·哈苏纳            | 1898－1992 | 1952     | 1972     | 埃及     |      |
| 3 | 马哈茂德·里亚德                   | 1917－1992 | 1972     | 1979     | 埃及     |      |
| 4 | 切德利·克里比                     | 1925－2020 | 1979     | 1990     | 突尼西亞 |      |
| 5 | 艾哈迈德·阿斯马特·阿卜杜勒-马吉德 | 1923－2013 | 1991     | 2001     | 埃及     |      |
| 6 | 阿穆尔·穆萨                       | 1936－     | 2001     | 2011     | 埃及     |      |
| 7 | 纳比勒·阿拉比                     | 1935－     | 2011     | 2016     | 埃及     |      |
| 8 | 艾哈迈德·阿布·盖特                | 1942－     | 2016     | 現任     | 埃及     |      |

## 經濟

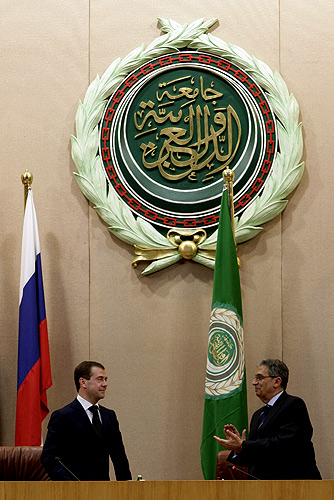
2009年阿盟首長會議

阿拉伯國家聯盟有大量石油和天然氣資源，蘇丹南部肥沃的土地更是阿拉伯世界的食物來源地。旅遊業沒有受到不穩的局勢影響，是區內發展最快速的行業，尤其以埃及、阿聯酋、阿爾及利亞、突尼西亞和約旦最明顯。通訊業是另一個發展迅速的行業，當地公司如Orascom和阿联酋电信在短短十年內成功打入國際市場。
阿拉伯國家聯盟成員國的經濟發展程度懸殊，石油國家如阿聯酋、卡塔爾、科威特十分富有，而科摩羅、毛里塔尼亞、吉布提的貧窮問題嚴重。阿拉伯國家聯盟同意撥出5億美元援助蘇丹達尔富尔地區，而埃及和利比亞公司也計劃在當地挖掘水井。

### 國內生產總值（購買力平價）
下表是成員國以美元計算的國內生產總值（購買力平價）列表，除特別註明外，所有數據來自國際貨幣基金組織在2008年4月發表的報告。
| 國家            | 國內生產總值列表（購買力平價）─ 百萬美元 | 人均國內生產總值列表（購買力平價）─ 美元 |
| --------------- | ---------------------------------------- | ---------------------------------------- |
| 阿拉伯國家聯盟f | 2,604,639                                | 7,671                                    |
| 沙烏地阿拉伯    | 592,886                                  | 23,814                                   |
| 埃及            | 443,430                                  | 5,896                                    |
| 阿尔及利亚      | 233,479                                  | 6,709                                    |
| 阿联酋          | 185,287                                  | 38,893                                   |
| 摩洛哥          | 138,250                                  | 4,433                                    |
| 科威特          | 137,450                                  | 38,857                                   |
| 伊拉克g         | 114,151                                  | 3,652                                    |
| 叙利亚          | 94,563                                   | 4,756                                    |
|                 | 94,404                                   | 86,008                                   |
| 苏丹            | 88,037                                   | 2,309                                    |
| 利比亞          | 88,133                                   | 14,192                                   |
| 突尼西亞        | 82,636                                   | 8,002                                    |
| 阿曼            | 68,331                                   | 24,674                                   |
| 葉門            | 52,050                                   | 2,335                                    |
| 黎巴嫩          | 51,474                                   | 13,374                                   |
| 约旦            | 27,986                                   | 4,886                                    |
| 巴林            | 24,499                                   | 32,064                                   |
| 毛里塔尼亚      | 5,818                                    | 1,800                                    |
| 巴勒斯坦g       | 5,034                                    | 1,100                                    |
|                 | 1,738                                    | 2,271                                    |
|                 | 719                                      | 1,125                                    |

注：
^f  f 國際貨幣基金組織沒有提供整個阿拉伯國家聯盟的數據，總國內生產總值是各成員國的總和，總人均國內生產總值根據下表的人口計算。
^g  g 國際貨幣基金組織沒有提供這個國家的數據，數據來自2007年出版的《世界概況》。巴勒斯坦的數據來自2006年出版《世界概況》中的「西岸（包括加沙地帶）」。

## 教育
不少國家利用自己發佈的數據計算識字率，而有些國家則以入學資料作出粗略估計，由於定義和數據收集方式有異，識字率應謹慎詮釋。下表為聯合國開發計劃署在2009年發表的報告數據︰
| 排名 | 國家         | 識字率    |
| ---- | ------------ | --------- |
| 1    | 科威特       | 94.5      |
| 2    | 巴勒斯坦     | 93.8      |
| 3    |              | 93.1      |
| 4    | 约旦         | 91.1      |
| 5    | 阿联酋       | 90.0 [l]  |
| 6    | 黎巴嫩       | 89.6 [j]  |
| 7    | 巴林         | 88.8      |
| 8    | 利比亞       | 84.2 [l]  |
| 9    | 沙烏地阿拉伯 | 82.9      |
| 10   | 阿曼         | 81.4      |
| 11   | 叙利亚       | 80.8      |
| 12   | 突尼西亞     | 74.3      |
| 13   | 埃及         | 71.4      |
| 14   |              | 70.3 [j]  |
| 15   | 阿尔及利亚   | 69.9      |
| 16   | 苏丹         | 60.9 [aa] |
| 17   |              | 56.8 [j]  |
| 18   | 葉門         | 54.1 [l]  |
| 19   | 摩洛哥       | 52.3      |
| 20   | 毛里塔尼亚   | 51.2      |
| x    | 伊拉克       | 沒有資料  |

## 人口
阿拉伯國家聯盟由22個不同文化和種族的成員國組成，其中大部分是阿拉伯人。根據2014年估計，成員國總人口約為3億5千多萬，人口增長較世界大部份其他地區快速，預計會減慢發展中國家成員國的經濟發展。最多人口的成員國是埃及，人口約7910萬。而最少人口的成員國是葛摩，只有69萬居民。由於大部分土地是沙漠，人口主要聚集在商業和工業活動頻繁的城市和附近地區。阿拉伯國家聯盟最大城市是開羅，其次是巴格達、喀土穆、吉薩、大馬士革、利雅德和达尔贝达。關於阿拉伯聯盟各大城市的人口資料和排名，可見阿拉伯聯盟大城市列表。
| 排名 | 國家           | 人口        |
| ---- | -------------- | ----------- |
| 01   | 埃及           | 79,089,650  |
| 02   | 苏丹           | 43,939,598  |
| 03   | 阿尔及利亚     | 35,423,000  |
| 04   | 摩洛哥         | 32,200,000  |
| 05   | 伊拉克         | 31,234,000  |
| 06   | 沙烏地阿拉伯   | 27,136,977  |
| 07   | 葉門           | 23,580,000  |
| 08   | 叙利亚         | 22,505,000  |
| 09   | 突尼西亞       | 10,432,500  |
| 10   | 利比亚         | 6,420,000   |
| 11   | 约旦           | 6,407,085   |
| 12   | 阿联酋         | 4,975,593   |
| 13   | 黎巴嫩         | 4,224,000   |
| 14   | 巴勒斯坦       | 4,136,540   |
| 15   | 科威特         | 3,566,437   |
| 16   | 毛里塔尼亚     | 3,291,000   |
| 17   | 阿曼           | 2,845,000   |
| 18   |                | 1,696,563   |
| 19   | 巴林           | 1,234,596   |
| 20   |                | 864,000     |
| 21   |                | 691,000     |
| 合共 | 阿拉伯國家聯盟 | 355,251,539 |

## 與其他組織的比較

阿盟与其他阿拉伯國際组织的比较

阿拉伯國家聯盟與美洲國家組織、歐洲委員會、非洲聯盟、南美洲國家聯盟、東南亞國家協會等組織一樣，政治因素是成立的首要考慮，但其以文化因素而非地理位置作為成員資格，則與拉丁語聯盟或加勒比共同體等組織相似。
與歐洲聯盟截然不同的是，阿拉伯國家聯盟沒有造成大規模的地區融合或與成員國的人民沒有直接關係，只是提倡統一的阿拉伯民族，為阿拉伯國家提供討論問題的平台。所有成員國都是伊斯蘭會議組織成員，而海灣阿拉伯國家合作委員會成員區均來自阿拉伯國家聯盟。

## 军事
阿拉伯国家联盟的联合国防委员会是阿拉伯国家联盟的机构之一。它是根据1950年的防卫与经济合作条约的条款成立的，目的是协调阿拉伯国家联盟阿拉伯国家联盟的成员国的集体防卫。
阿拉伯国家联盟作为一个组织並沒有自己的军事力量，但是在2007年首脑会议上，與會國家领导人决定重新启动联合防御，并建立一支维和部队，以部署在黎巴嫩南部、达尔富尔、伊拉克和其他热点地区。
在2015年埃及举行的首脑会议上，成员国原则上同意组建联合军事力量。

## 峰會
| 序數      | 國家             | 城市       | 日期                  | 備註 |
| --------- | ---------------- | ---------- | --------------------- | ---- |
| 1         | 阿拉伯聯合共和國 | 開羅       | 1964年1月13日－17日   |      |
| 2         | 阿拉伯聯合共和國 | 亞歷山卓   | 1964年9月5日－11日    |      |
| 3         | 摩洛哥           | 卡萨布兰卡 | 1965年9月13日－17日   |      |
| 4         | 苏丹             | 喀土穆     | 1967年8月29日         |      |
| 5         | 摩洛哥           | 拉巴特     | 1969年12月21日－23日  |      |
| 紧急1     | 埃及             | 开罗       | 1970年9月21日－27日   |      |
| 6         | 阿尔及利亚       | 阿爾及爾   | 1973年11月26日－28日  |      |
| 7         | 摩洛哥           | 拉巴特     | 1974年10月29日        |      |
| 紧急2     | 沙烏地阿拉伯     | 利雅德     | 1976年10月17日－28日  |      |
| 8         | 埃及             | 开罗       | 1976年10月25日－26日  |      |
| 9         | 伊拉克           | 巴格達     | 1978年11月2日－5日    |      |
| 10        | 突尼西亞         | 突尼斯市   | 1979年11月20日－22日  |      |
| 11        | 约旦             | 安曼       | 1980年11月21日－22日  |      |
| 12        | 摩洛哥           | 非斯       | 1982年9月6日－9日     |      |
| 13暨紧急3 | 摩洛哥           | 卡萨布兰卡 | 1985年9月7日－9日     |      |
| 14暨紧急4 | 约旦             | 安曼       | 1987年11月8日－12日   |      |
| 15暨紧急5 | 阿尔及利亚       | 阿尔及尔   | 1988年6月7日－9日     |      |
| 16暨紧急6 | 摩洛哥           | 卡萨布兰卡 | 1989年6月23日－26日   |      |
| 17暨紧急7 | 伊拉克           | 巴格达     | 1990年5月28日－30日   |      |
| 紧急8     | 埃及             | 开罗       | 1990年8月9日－10日    |      |
| 18暨紧急9 | 埃及             | 开罗       | 1996年6月22日－23日   |      |
| 紧急10    | 埃及             | 开罗       | 2000年10月21日－22日  |      |
| 19        | 约旦             | 安曼       | 2001年3月27日－28日   |      |
| 20        | 黎巴嫩           | 貝魯特     | 2002年3月27日－28日   |      |
| 21        | 埃及             | 沙姆沙伊赫 | 2003年3月1日          |      |
| 22        | 突尼西亞         | 突尼斯市   | 2004年5月22日－23日   |      |
| 23        | 阿尔及利亚       | 阿尔及尔   | 2005年3月22日－23日   |      |
| 24        | 苏丹             | 喀土穆     | 2006年3月28日－30日   |      |
| 25        | 沙烏地阿拉伯     | 利雅德     | 2007年3月27日－28日   |      |
| 26        | 叙利亚           | 大馬士革   | 2008年3月29日－30日   |      |
| 27        |                  | 多哈       | 2009年3月28日－30日   |      |
| 28        | 利比亞           | 蘇特       | 2010年3月30日－4月1日 |      |
| 29        | 伊拉克           | 巴格达     | 2012年3月27日－29日   |      |
| 30        |                  | 多哈       | 2013年3月21日－27日   |      |
| 31        | 科威特           | 科威特城   | 2014年3月22日－28日   |      |
| 32        | 埃及             | 沙姆沙伊赫 | 2015年3月28日－29日   |      |
| 紧急11    | 沙烏地阿拉伯     | 利雅德     | 2016年1月7日          |      |
| 33        | 毛里塔尼亚       | 努瓦克肖特 | 2016年7月20日         |      |
| 34        | 约旦             | 安曼       | 2017年3月23日－29日   |      |
| 35        | 沙烏地阿拉伯     | 达兰       | 2018年4月15日         |      |
| 36        | 突尼西亞         | 突尼斯市   | 2019年3月31日         |      |
| 37        | 阿尔及利亚       | 阿尔及尔   | 2022年11月1日         |      |
| 38        | 沙烏地阿拉伯     | 吉达       | 2023年5月19日         |      |
| 紧急12    | 沙烏地阿拉伯     | 利雅得     | 2023年11月11日        |      |
| 39        | 巴林             | 麦纳麦     | 2024年5月16日         |      |

- 阿拉伯国家联盟首脑会议的系统未加入的两个首脑会议：
  - 因沙斯（英语：Anshas）， 埃及：1946年5月28日至29日。
  - 贝鲁特， 黎巴嫩：1958年11月13日至15日。
- 在摩洛哥非斯举行的阿盟第十四次首脑会议分两个阶段进行：
  - 1981年11月25日：历时5小时的会议没有达成文件协议而结束。
  - 1982年9月6日至9日：完成剩余会议事务。

## 延伸閱讀
- Ankerl, Guy: Coexisting Contemporary Civilizations: Arabo-Muslim, Bharati, Chinese, and Western. Geneva, INU Press, 2000. ISBN 2-88155-0044-5
- Geddes, Charles L: A Documentary History of the Arab-Israeli Conflict. Greenwood Press, 1991. ISBN 0-275-93858-1

## 外部連結
- Arab League （页面存档备份，存于） – official site in Arabic, English version under construction
- Arab Gateway – The League of Arab states
- World Statesmen （页面存档备份，存于） – Arab League
- Winthrop University – Arab League General Information
- Jewish Virtual Library （页面存档备份，存于） – The Arab League
- Looklex Encyclopedia – Arab League